# 高昌吉利

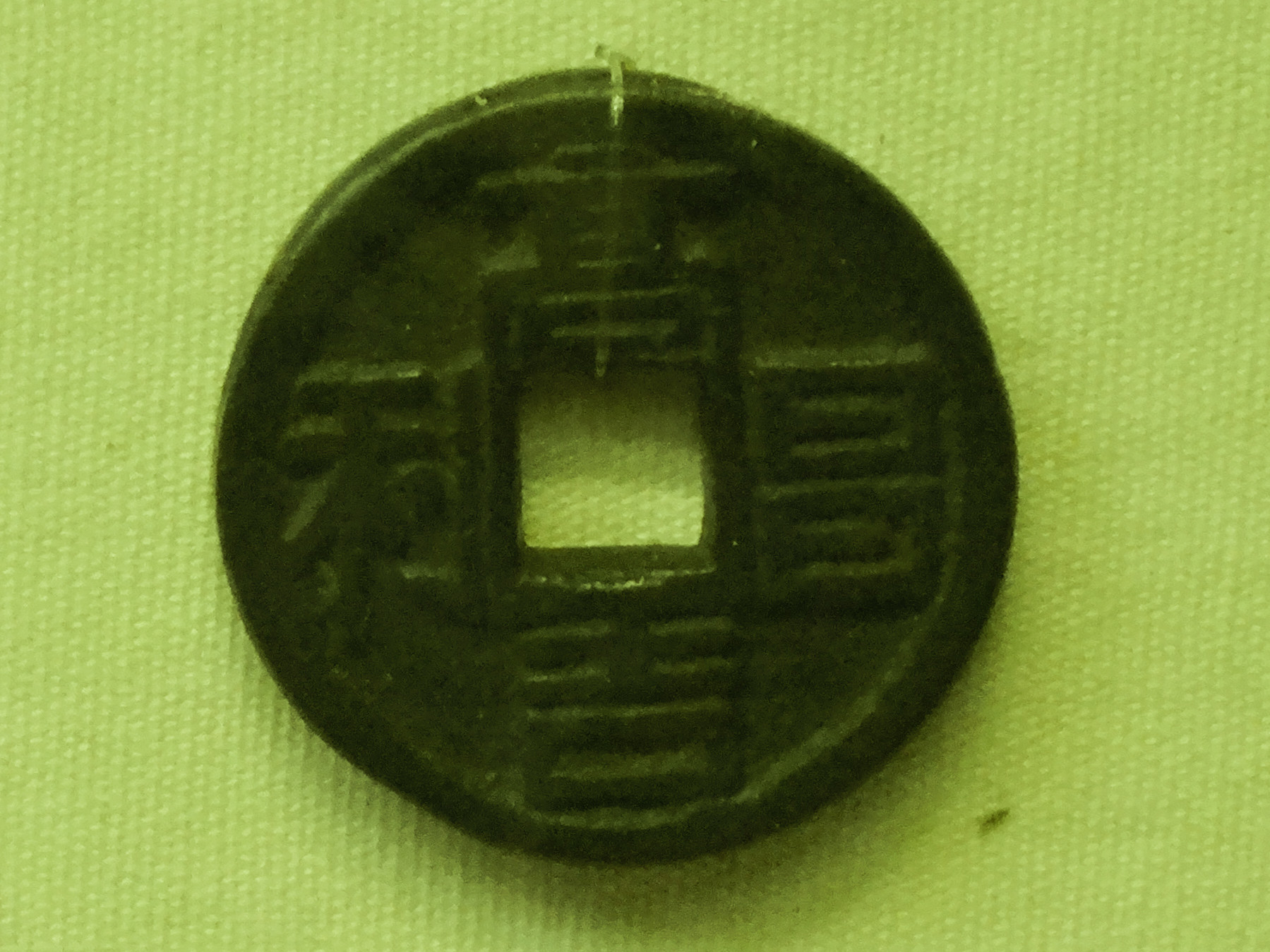
中国国家博物馆的高昌吉利钱币

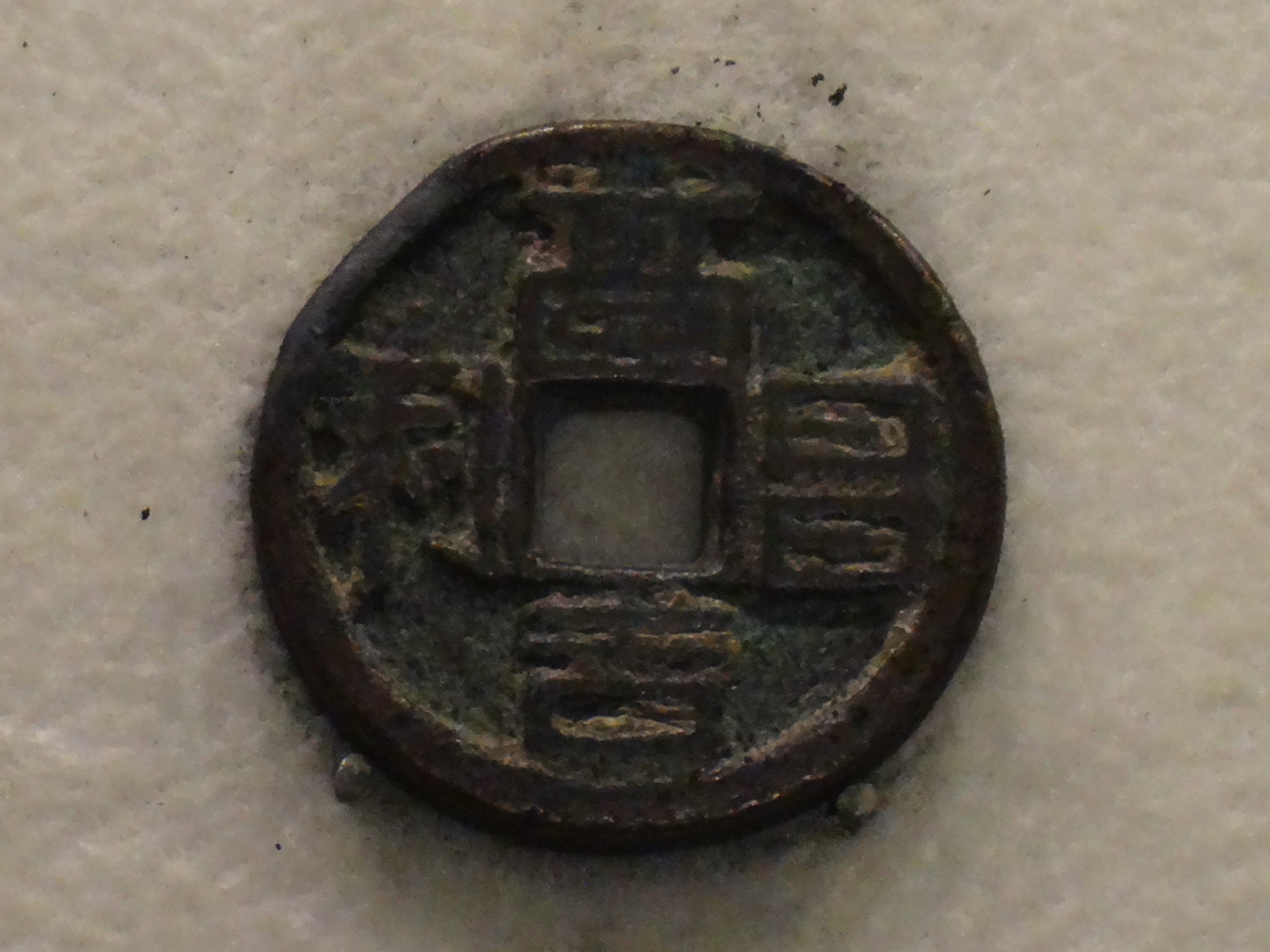
中国钱币博物馆的高昌吉利钱币

高昌吉利，唐代西域货币，正面为隶书旋读“高昌吉利”四字钱文，多出土于新疆吐鲁番及周边地区，一般认为是麴氏高昌铸造发行。史籍中并无该钱的铸行年代和铸造地的记载，有关著述最早见于清朝。有明确出土信息的仅三枚，分别出土于陕西西安何家村唐代窖藏、新疆吐鲁番阿斯塔那古墓群和巴达木墓地，现藏于陕西历史博物馆和吐鲁番博物馆。斯坦因在新疆收集的两枚现藏于大英博物馆，日本大谷探险队收集的四枚分别收藏于旅顺博物馆和日本龙谷大学大宫图书馆。上海博物馆、中国国家博物馆、天津博物馆等处也有收藏，另有一些收藏于个人收藏家手中。

## 钱文
高昌吉利钱因正面铸有旋读的“高昌吉利”四字而得名，四字的字体为隶书中的八分书，文字端庄工整，笔画“横则藏头匿尾，竖则坚劲有力”。自该币见于钱币著作以来，钱文中的“高昌”二字便被认为是西北历史上的国名或地名“高昌”，“吉利”二字则多被认为是吉语，但也有其他的释读说法。

### 高昌
高昌故城位于新疆维吾尔自治区吐鲁番市区东南大约40公里处的三堡乡。高昌是古时西域交通枢纽，最早隸屬於车师。西汉宣帝时，开始在高昌一带屯田，时称“车师前部”。汉元帝时兴建军事壁垒，以“地势高敞，人庶昌盛”而称为“高昌壁”或“高昌垒”，是高昌得名之始。西汉在高昌设戊己校尉，主管当地屯田和军事，东汉、魏晋沿袭其制，隶属于涼州刺史部。前凉建兴十五年（327年），戊己校尉赵贞谋叛失败，其地改设高昌郡及高昌、田地等县。高昌郡先后隶属前凉、前秦、后凉、西凉、北凉五国。北凉被北魏灭亡后，北涼末代国王沮渠牧犍之弟沮渠無諱于北魏太平真君三年（442年）在高昌复国，史称“高昌北凉”，为高昌独立建国之始。其后又有漢族人建立闞氏高昌、张氏高昌和马氏高昌。北魏景明二年（501年），麴嘉建立麴氏高昌，共历十王，传国140年。唐貞觀十三年（640年），麴氏高昌被唐朝灭亡，设西州和高昌县。唐贞元八年（792年），吐蕃攻陷西州，此后吐蕃与回鹘对西州进行反复争夺。到840年漠北回鶻國崩，一部份回鶻人佔據高昌。北庭回鹘首领仆固俊在高昌建国，史称西州回鹘或高昌回鶻。1283年左右，高昌回鶻因受察合台汗国进攻，亦都护率族东迁至甘肃永昌。元延祐三年（1316年），高昌回鶻亦都护紐林·的斤驸马被封为高昌王，其后历代亦都护多有袭封高昌王封号。
根据学者对该币铸造年代的推断，有的认为是指新疆吐鲁番的高昌，也有的认为是指元代东迁甘肃永昌的高昌。随着该币在吐鲁番地区的大量发现，以及考古发现的佐证，该币铸造于元代的说法被否定，高昌二字指吐鲁番的高昌国已成定论。

### 吉利
“吉利”二字多认为是吉语，意指“大吉大利”。但也有观点认为“吉利”是回鹘语意为民族或国家的“颉利”的别译，或高昌国君主头衔“颉利发”的别译。
杨文清认为“吉利”二字反映了中国古代趋吉纳福的思想。杨晓刚、倪江平认为麴氏高昌佛事兴盛，历代国王所用年号多渗透有佛教思想和儒家思想，“高昌吉利”钱文可能与佛教有关，并具有一定的“供养钱”性质。李莱清认为“吉利”作为吉语出现在该币上可能收到了中亚萨珊银币的影响，如萨珊的库思老一世银币上有“赞美”一词

## 版式版别
高昌吉利钱正面为“高昌吉利”四字钱文，背面则光幕无文，铸造工艺一般较为精美，整体厚重而古朴。高昌吉利钱的直径多在26-27毫米，穿径在7-8毫米，重量约为8-14克。
| 版别             | 重量         | 特征                                       |
| ---------------- | ------------ | ------------------------------------------ |
| 特大型（厚重型） | 约14克或以上 | 字体较小，钱文集中，外缘外郭有强烈的收缩感 |
| 中型             | 10-13克      | 钱文端正舒展，笔画较为深峻，观感秀美       |
| 小型             | 约8克        | 钱币轻薄，钱文较浅，铸工不精               |

| 背面           | 说明                                                         | 备注             |
| -------------- | ------------------------------------------------------------ | ---------------- |
| 光背           | 高昌吉利钱几乎都是光背，数量超过已知钱币的90%                |                  |
| 四角有三角形纹 | 李荫轩捐赠、上海博物馆所藏的高昌吉利钱背面外廓四角有三角形纹 |                  |
| 背有星纹       | 丁福保《古钱大辞典》中收录有一枚背面穿上有星纹的高昌吉利钱   | 盛观熙认为属赝品 |

## 用途

### 非流通货币
1985年11月，邹志谅刊文称该币不是流通货币，而是吉庆钱。1986年12月，卢健生、周昆宁、邹志谅《关于“高昌吉利”钱的探索》在《内蒙古金融》刊发，他们认为该币钱文突破了魏晋隋唐铸币的常规名称，且重量为汉五铢钱的三倍，不可能是一般流通货币，可能是一种作为赏赐的吉庆钱。
杨鲁安认同该币为朝廷专门铸造用以赏赐友邦和官僚的特铸钱，该币的直径与其收藏的一枚出自咸阳的开元通宝鎏金钱的一致，并认为风格与唐朝赏赐吐蕃的“日月金光”铜钱近似。
储怀贞、黄宪认为该币比同时期的五铢钱要厚重的多，重量可以达到五铢钱的两三倍，而且高昌吉利钱不同个体之间最大可以相差七八克，麴文姿墓中出土的高昌吉利钱发现于墓主背部，大多数该币实物均未经过流通使用，特别是该币的制作极为精整，应该是麴氏高昌王室发行的具有纪念性质的“吉语钱”，是高昌朝廷用来赏赐或馈赠的。

### 流通货币
1990年，蒋其祥在其文《新疆古代钱币的发现与研究》中提到高昌吉利钱的版式绝非一种，不能完全排除该币是流通货币的可能性，认为很可能是麴氏高昌王国的流通铜币。
7世纪上半叶，高昌等地所用货币以银钱为主，各种金属货币并用。高昌地区曾发掘出土大量波斯萨珊王朝银币和少量拜占庭式金币。萨珊波斯银币标准重量为1德拉克姆（约合4.12克），而萨珊波斯铜币的标准重量为3德拉克姆，约为13克重，而萨珊波斯铜币的实际重量则多在9克至13克左右。吐鲁番古代文书中，常见金、银、铜钱并举的文字记载，但实际出土文物中并没有萨珊波斯铜币。加之，出土的高昌吉利钱币几乎都有流通痕迹，且在吐鲁番、鄯善、托克逊、吉木萨、焉耆、阿克苏、巴楚、酒泉、西安等古丝绸之路沿线各地均有发现。杨晓刚、倪江平推测高昌吉利钱可能是按照萨珊波斯铜币的重量铸造的流通货币。
李莱清也认为该币具有流通货币的特征，如面世数量较多，存在多种版式；材质有所不同，有青黄色的青铜材质和淡红色的红铜材质；多具有流通磨损痕迹。

## 铸造年代
高昌吉利钱的具体铸行年代在史籍中并无记载。《北史·高昌传》记载高昌“赋税则计田亩输银钱，无者输麻布”，即主要以银钱来缴纳赋税，根据考古发现可以确定高昌国当时曾广泛使用波斯萨珊银币。《大慈恩寺三藏法师传》中记载了玄奘于唐贞观元年（公元627年）西行途经高昌时与高昌王麴文泰的交往，麴文泰在玄奘临行时曾赠予其黄金一百两，银钱三万，绫及绢等五百匹。玄奘在《大唐西域记》对沿途各国的货币多专门记述，但并未提及高昌国的货币。
由于高昌吉利钱曾出土于642年去世的麴文姿的墓葬中，因此铸造开始年代不晚于642年。对于高昌吉利钱铸造年代的下限一般认为截至于麴氏高昌被灭国的唐贞观十四年（640年）。
1985年11月，邹志谅给中国钱币学会年会提交论文《高唱吉利钱研究》，认为该钱币铸造年代的上限为499年，下限为640年。盛观熙认为该钱的铸造上限在贞观四年（630年）麴文泰入唐时最为可能。杨晓刚、倪江平认为该币铸造于621年至640年之间，为麴氏高昌国王麴文泰在位期间。其理由主要有：两汉、新莽时期钱币的钱文均为篆书，直至621年开元通宝铸造发行，钱文中才开始使用隶书；高昌吉利的钱文风格与开元通宝的如出一辙，其铸造开始年代应不早于开元通宝开始发行的621年。460年高昌独立建国至麴氏高昌建立前的三十几年间，高昌七易国主，政权频繁更迭，缺乏铸造钱币的条件。李莱清也持此观点。
储怀贞、黄宪认为该币铸造于麴氏高昌时期，上限为麴文泰执政期间，约唐贞观二年（628年），下限则为麴氏灭国的贞观十四年（640年），铸造时间为12年。

## 铸造地点

### 高昌当地铸造
杨晓刚、倪江平认为该币应当是在麴氏高昌境内铸造，而非外来货币，主要理由包括：麴氏高昌商业发达，商品经济发展水平高，具有铸造货币的需求。麴氏高昌国民多为汉晋军事屯垦中原人的后裔，以及因躲避战乱而从河西各地逃亡而来的汉族人，拥有铸造钱币的技术。魏晋南北朝时期，龟兹曾铸造五铢钱、龟兹五铢钱和龟兹小铜钱，并曾出土大量的铜钱和钱范，证明新疆当地早已具有自行铸钱的能力。储怀贞、黄宪也认为该币铸造于高昌故国地域内，也就是在吐鲁番本土。

### 中原铸造
1986年，卢健生等人文中提出高昌吉利钱可能铸造于隋唐两代，尤其可能是唐太宗时期铸造于长安附近的赏赐钱。

### 中原与当地铸造
宋志永认为边廓稍窄，直径在26毫米左右，重量在12克上下的，铜质精炼、铸造精良、书法秀丽、字口深峻，极有可能是在长安铸造的，因为同时期新疆铸币的工艺水平都要低得多；而边廓较宽，铜质发红、直径稍大、字口不清、铸造粗陋的可能是新疆本地铸造，这种多出土于北疆的吉木萨尔境内。
高强认为铸造精良的可能是中原代铸，主要铸造地在长安，而铸造粗劣的可能是吐鲁番本地铸造。

## 早期研究

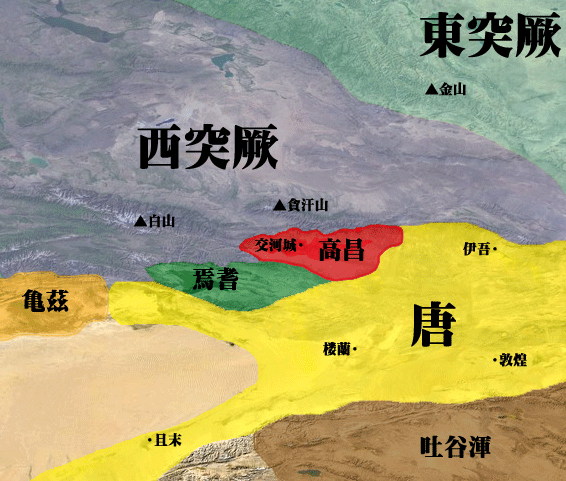
唐代高昌国的地理位置

清代乾隆、嘉庆年间，张敏菴所著《泉宝录》记载高昌吉利为高昌国钱，但不清楚属于哪个朝代。翁树培在《古泉汇考》中收录有金石家刘喜海从吴我鸥处得到的一枚高昌吉利钱，并认可《泉宝录》认为其属于高昌国钱的观点。清代道光、咸丰年间，张崇懿在《钱志新编》引用了《泉宝录》的记载。
王锡棨《泉货汇考》中收录有高昌吉利钱拓片，应为见于钱谱的最早拓片。释文中有提及《泉宝录》和《钱志新编》，文末记“右钱质厚色古，当铸于唐时，今为至罕之品”。李佐贤《古泉汇》中收录有高昌吉利钱，并提到“仅见铜钱而银钱未见”。
1930年代，日本中村不折认为高昌吉利钱的字体与五代十国时期的“永安钱”类似。1938年丁福保《古钱大辞典》中收录有郑家相对该钱币的分析，郑家相根据其所见的四五枚认为该币厚重大如折三，钱文为隶书，与天兴七年金币类似，有北魏的风味，应当是麴氏高昌所铸造。1938年日本奥平昌洪《东亚钱志》中收录有一枚品相很好的高昌吉利钱的清晰的正背面拓片，并将其置于元代钱币末尾。1940年，上海书店出版的丁福保《历代古钱图说》中将该币附于元代钱币之后，并注明“此钱旧谱系于古之高昌国，然其形制有元钱之风，当为元代高昌之地之物，故今附于元钱之末”。1941年，寿泉会《寿泉集拓·丙编》收录有郑家相收藏的一枚高昌吉利钱的拓片。
1943年，《泉币》杂志第17期刊载署名吴县包申甫的《高昌吉利》一文称收藏有两枚高昌吉利钱，杂志刊出了其中一枚的拓片。包申甫实际上是收藏家李荫轩的化名，包括该币在内的绝大多数收藏最终捐给上海博物馆。
1954年，黄文弼在《吐鲁番考古记》中详细描述了他于1928年在吐鲁番购入的一枚高昌吉利钱的形制尺寸，并表示“今此钱以高昌题名，必为高昌建国时代所铸”，而在以高昌为国号和王号的各个历史时期中，黄文弼认为麴氏高昌并无铸造铜钱的记载，该币应铸造于元代高昌王时期，也就是14世纪初的可能性更大:49。
1970年10月，在陕西西安出土的何家村唐代窖藏中包括一枚高昌吉利钱，证明该币不可能铸行于元代时期。
1973年，新疆文物考古队清理挖掘吐鲁番阿斯塔纳古墓群时，在未经盗扰的519号墓的女尸身下发现一枚高昌吉利钱，一同出土的文物中表明墓主身份的墓志，该墓属于唐代张隆悦妻子麴文姿，墓志为唐贞观十六年（642年）。因此该币铸造开始时间绝不可能晚于642年。
1987年《中国钱币》杂志刊发的王琳文章《旅顺博物馆藏新疆出土钱币》中提及了旅顺博物馆内收藏的三枚高昌吉利钱币。

## 收藏

### 博物馆藏品
根据国家文物局全国馆藏文物名录查询系统的查询，各博物馆在该系统登记的有新疆维吾尔自治区博物馆1枚，吐鲁番博物馆1枚，山东省博物馆1枚，上海博物馆4枚，中国国家博物馆5枚。
| 现藏于             | 数量 | 藏品来源                                                 | 材质   | 直径 （mm） | 穿径 （mm） | 厚度 （mm） | 重量 （g） | 其他信息 | 信息来源             |
| ------------------ | ---- | -------------------------------------------------------- | ------ | ----------- | ----------- | ----------- | ---------- | --- | -------------------- |
| 中国钱币博物馆     | 1    |                                                          | 铜     | 27          |             |             | 12.3       | | [ 27 ]               |
| 上海博物馆         | 4    | 李荫轩、邱辉捐赠2枚                                      | 铜     |             |             |             |            | 该馆在全国馆藏文物名录查询系统可查询到4枚（含1枚被登记为元代折二型），博物馆官网展示有1枚（直径27.13mm），馆内展出有2枚 | [ 28 ] [ 19 ]        |
| 陕西历史博物馆     | 2    | 1970年陕西西安何家村窖藏出土1枚                          | 铜     | 26          |             | 4           | 10         | | [ 29 ] [ 30 ]        |
| 陕西历史博物馆     | 2    | 周昆宁旧藏，1982年捐给铜川市博物馆，后转交该馆           | 铜     | 26.7        |             | 3.5         | 12         | | [ 30 ] [ 11 ] [ 15 ] |
| 吐鲁番博物馆       | 2    | 1973年新疆吐鲁番阿斯塔那519号墓葬出土1枚                 | 铜     | 26          |             | 3.8         | 12.5       | 一说该币曾收藏于新疆维吾尔自治区博物馆                                                                                  | [ 20 ] [ 16 ] [ 19 ] |
| 吐鲁番博物馆       | 2    | 2004年新疆吐鲁番巴达木墓地238号墓出土1枚                 | 铜     | 26          | 6×7         | 3           |            | 出土时文物编号为“M238:3”                                                                                                | [ 31 ]               |
| 旅顺博物馆         | 3    | 日本大谷探险队1908年至1914年在新疆获得，可能来自高昌故城 | 铜     | 平均26      |             | 平均8       | 12.13      | 大谷探险队共发现4枚，另1枚在日本龙谷大学                                                                                | [ 19 ] [ 5 ]         |
| 旅顺博物馆         | 3    | 日本大谷探险队1908年至1914年在新疆获得，可能来自高昌故城 | 铜     | 平均26      | 11.05       | 平均8       |            | 大谷探险队共发现4枚，另1枚在日本龙谷大学                                                                                | [ 19 ] [ 5 ]         |
| 旅顺博物馆         | 3    | 日本大谷探险队1908年至1914年在新疆获得，可能来自高昌故城 | 铜     | 平均26      | 10.05       | 平均8       |            | 大谷探险队共发现4枚，另1枚在日本龙谷大学                                                                                | [ 19 ] [ 5 ]         |
| 天津博物馆         | 1    | 1950年代入藏传世品，经洛泽民鉴定为珍品                   | 铜鎏金 | 26          | 8           |             | 12         | 见于1994年杜金娥《天津市历史博物馆藏丝路货币》一文                                                                      | [ 16 ]               |
| 大英博物馆         | 2    | 斯坦因得于哈喇和卓                                       | 铜     | 25.50       |             |             | 10.24      | 博物馆编号“IA,X.d.4”，未展出                                                                                            | [ 32 ] [ 11 ]        |
| 大英博物馆         | 2    | 斯坦因发现于阿斯塔纳30里处                               | 铜     |             |             |             |            | 残片 | [ 15 ]               |
| 龙谷大学大宫图书馆 | 1    | 日本大谷探险队1908年至1914年在新疆获得                   | 铜     |             |             |             |            | 共4枚，另外三枚在旅顺博物馆                                                                                             | [ 19 ]               |
| 日本银行货币博物馆 | 2    | 田中启文钱币馆旧藏，应为1920年代中期之后入藏             | 铜     |             |             |             |            | 片山章雄曾于1994年确认其藏于该馆                                                                                        | [ 19 ]               |
| 新疆钱币博物馆     | 1    |                                                          | 铜     |             |             |             |            | | [ 11 ]               |

### 书刊中提及的个人收藏
| 收藏者         | 数量   | 藏品来源                                                         | 材质 | 直径 （mm）                                      | 穿径 （mm）                                      | 厚度 （mm）                                      | 重量 （g）                                       | 其他信息 | 信息来源      |
| -------------- | ------ | ---------------------------------------------------------------- | ---- | ------------------------------------------------ | ------------------------------------------------ | ------------------------------------------------ | ------------------------------------------------ | --- | ------------- |
| 刘喜海         | 1      | 浙江仁和人吴我鸥赠送                                             | 铜   |                                                  |                                                  |                                                  |                                                  | 收录于《古泉汇考》，去向不明 | [ 16 ] [ 19 ] |
| 富田孝四郎     | 1      |                                                                  | 铜   |                                                  |                                                  |                                                  |                                                  | 拓片刊载于1924年《货币》杂志第61号，去向不明 | [ 19 ]        |
| 黄文弼         | 1      | 1928年在吐鲁番购入，据称源自哈拉和卓旧城                         | 铜   | 25                                               | 7.5                                              | 4                                                | 12.5                                             | 边沿宽约2毫米，红铜材质，信息刊载于1954年《考古学专刊》的《吐鲁番考古记》                                                                             | [ 16 ] [ 15 ] |
| 丁福保         | 1      |                                                                  | 铜   | 25                                               | 8                                                |                                                  |                                                  | 拓片见于丁福保《古钱大辞典》 | [ 15 ]        |
|                | 1      |                                                                  | 铜   | 26                                               | 7.5                                              |                                                  |                                                  | 拓片见于丁福保《古钱大辞典》，背面穿上有星纹 | [ 15 ]        |
| 黄叶           | 1      | 原属董康，后归袁克文，袁克文赠予黄叶                             | 铜   | 丁福保《古钱大辞典》中提及此两枚，无其他具体信息 | 丁福保《古钱大辞典》中提及此两枚，无其他具体信息 | 丁福保《古钱大辞典》中提及此两枚，无其他具体信息 | 丁福保《古钱大辞典》中提及此两枚，无其他具体信息 | 丁福保《古钱大辞典》中提及此两枚，无其他具体信息 | [ 19 ]        |
| 刘辫           | 1      | 购自无锡                                                         | 银   | 丁福保《古钱大辞典》中提及此两枚，无其他具体信息 | 丁福保《古钱大辞典》中提及此两枚，无其他具体信息 | 丁福保《古钱大辞典》中提及此两枚，无其他具体信息 | 丁福保《古钱大辞典》中提及此两枚，无其他具体信息 | 丁福保《古钱大辞典》中提及此两枚，无其他具体信息 | [ 19 ]        |
| 奥平昌洪       | 1      |                                                                  | 铜   | 25                                               | 7.5                                              |                                                  |                                                  | 拓片见于1939年《东亚泉志》 | [ 15 ]        |
| 郑家相         | 1      |                                                                  | 铜   | 25                                               | 8                                                |                                                  |                                                  | 拓片见于《寿泉集拓·丙编》 | [ 15 ]        |
| 杨鲁安         | 1      | 1990年代西安周边地区新出土                                       | 铜   | 26.2                                             | 6.8                                              | 3.2                                              | 9.5                                              | 该币铜质泛青，相比其他略微轻薄 | [ 16 ] [ 15 ] |
| 不详           | 1      | 出土多年的生坑，据称出自新疆                                     | 铜   | 25.5                                             | 7.5                                              | 4                                                | 12.5                                             | 钱体浸锈，红绿相间，盛观熙曾经手鉴定 | [ 15 ]        |
| 杨晓刚或倪江平 | 10余枚 | 吐鲁番高昌故城附近收集，当地农民在高昌故城两公里内偶然捡拾所得   | 铜   | 27                                               | 7.5                                              | 4.1                                              | 13.35                                            | 杨晓刚、倪江平《“高昌吉利”钱之浅谈》中称收集10余枚，文中列出了5枚的尺寸重量信息。文中称多与五铢、开元通宝、乾元重宝、大历元宝和建中通宝等钱币一同出土 | [ 1 ]         |
| 杨晓刚或倪江平 | 10余枚 | 吐鲁番高昌故城附近收集，当地农民在高昌故城两公里内偶然捡拾所得   | 铜   | 26.5                                             | 7                                                | 4                                                | 12.5                                             | 杨晓刚、倪江平《“高昌吉利”钱之浅谈》中称收集10余枚，文中列出了5枚的尺寸重量信息。文中称多与五铢、开元通宝、乾元重宝、大历元宝和建中通宝等钱币一同出土 | [ 1 ]         |
| 杨晓刚或倪江平 | 10余枚 | 吐鲁番高昌故城附近收集，当地农民在高昌故城两公里内偶然捡拾所得   | 铜   | 25                                               | 6.7                                              | 2.2                                              | 7.75                                             | 杨晓刚、倪江平《“高昌吉利”钱之浅谈》中称收集10余枚，文中列出了5枚的尺寸重量信息。文中称多与五铢、开元通宝、乾元重宝、大历元宝和建中通宝等钱币一同出土 | [ 1 ]         |
| 杨晓刚或倪江平 | 10余枚 | 吐鲁番高昌故城附近收集，当地农民在高昌故城两公里内偶然捡拾所得   | 铜   | 26.5                                             | 7                                                | 3.1                                              | 11.8                                             | 杨晓刚、倪江平《“高昌吉利”钱之浅谈》中称收集10余枚，文中列出了5枚的尺寸重量信息。文中称多与五铢、开元通宝、乾元重宝、大历元宝和建中通宝等钱币一同出土 | [ 1 ]         |
| 杨晓刚或倪江平 | 10余枚 | 吐鲁番高昌故城附近收集，当地农民在高昌故城两公里内偶然捡拾所得   | 铜   | 25.5                                             | 7                                                | 3.2                                              | 11.6                                             | 杨晓刚、倪江平《“高昌吉利”钱之浅谈》中称收集10余枚，文中列出了5枚的尺寸重量信息。文中称多与五铢、开元通宝、乾元重宝、大历元宝和建中通宝等钱币一同出土 | [ 1 ]         |
| 宋志永         | 1      | 1992年得于乌鲁木齐西大桥钱币市场，吐鲁番出土                     | 铜   | 26.6                                             |                                                  | 0.4                                              | 13.1                                             | | [ 18 ]        |
| 杜学书         | 1      | 1997年甘肃安西县城南锁阳古城发现                                 | 铜   |                                                  |                                                  |                                                  |                                                  | | [ 11 ]        |
| 杨文清         | 3      | 得自于吐鲁番市三堡乡一维吾尔族农民                               | 铜   | 26                                               | 7                                                | 4                                                | 12.81                                            | 钱体厚重，文字深峻，轮廓规整 | [ 10 ]        |
| 杨文清         | 3      | 得自于吐鲁番市亚尔乡亚尔果勒村一维吾尔族农民，据称当地施肥时出土 | 铜   | 25                                               | 7                                                | 3.5-5                                            | 16                                               | 青铜材质，轮厚不一，两面有黑色和绿色包浆， | [ 10 ]        |
| 杨文清         | 3      |                                                                  | 铜   | 25                                               | 6.5                                              | 2.5                                              | 8                                                | 青铜材质，面文清晰，内外廓有轻微磨损 | [ 10 ]        |
| 李莱清         | 1      | 2006年由他人转让获得，李认为可能是鄯善早年生坑出土               | 铜   | 22-23                                            | 约7                                              | 4                                                | 10.6                                             | 该币磨损锈蚀严重，表面布满红绿锈，但字迹尚算清晰，整体比常见的要小                                                                                    | [ 17 ]        |
| 储怀贞或黄宪   | 2      | 2008年8月玉素甫·吐尔逊转让                                       | 银   | 26                                               | 7                                                | 4.1                                              | 12.8                                             | 通体生锈，应为生坑钱，清理后表面有银白雪光，推测为银质                                                                                                | [ 13 ]        |
| 储怀贞或黄宪   | 2      | 2008年8月玉素甫·吐尔逊转让                                       | 铜   | 26                                               | 6                                                |                                                  | 9.68                                             | 通体绿锈，钱文与常见高昌吉利钱稍有差异 | [ 13 ]        |
| 吴强           | 2      | 焉耆征集                                                         | 铜   | 27                                               | 7                                                |                                                  | 10.02                                            | 钱体浸绿锈，青铜材质，厚薄不一，有磨损痕迹，外郭上窄下宽，背面内外郭不规整，铸造水平不高                                                              | [ 12 ]        |
| 吴强           | 2      | 焉耆征集                                                         | 铜   | 26                                               | 7                                                |                                                  | 10                                               | 青铜材质，色泽纯正，边廓稍窄，铸造精良 | [ 12 ]        |

## 备注
1. ↑  带有明显波磔特征的隶书被称为“八分书”
2. ↑  也有观点认为高昌一带地势不高，其名称应源自高车的讹传[2]
3. ↑  亦都护为高昌回鶻君主头衔
4. ↑  十六国时期的大夏国在赫连勃勃在位的真兴年间便曾铸造楷书“大夏真兴”钱币，但铸行量极小，影响不大[11]
5. ↑  全文为“癖泉廿载，蛰居穷乡，从未敢以片楮纸只字示人，恐贻方家以孤陋寡闻之诮。偶读《泉币》获睹诸贤所藏珍品，不免见猎心喜，适逢夏正岁首，检搨敝筴获自李氏高昌两品，用祝泉学昌明，同好吉利。（编者按：其他一品，背文四角有三角形纹，面文文字较弱，图从略。）[21]”
6. ↑  有资料称其重量为约12克[29]
7. ↑  一说吐鲁番博物馆藏有一枚重14.3g，直径27.3mm的[11]
8. ↑  用X光检测为铜98.59%、镍0.12%、锌0.82%、银0.25%、金0.22%[16]